# Nowa Zelandia na Letnich Igrzyskach Olimpijskich 2004
Nową Zelandię na Letnich Igrzyskach Olimpijskich 2004 reprezentowało 148 zawodników (81 mężczyzn i 67 kobiet).
| Medal | Zawodnik                                        | Dyscyplina  | Konkurencja                   |
| ----- | ----------------------------------------------- | ----------- | ----------------------------- |
|       | Georgina Evers-Swindell Caroline Evers-Swindell | Wioślarstwo | dwójka podwójna kobiet        |
|       | Sarah Ulmer                                     | Kolarstwo   | 3.000 m na dochodzenie kobiet |
|       | Hamish Carter                                   | Triatlon    | zawody mężczyzn               |
|       | Bevan Docherty                                  | Triatlon    | zawody mężczyzn               |
|       | Ben Fouhy                                       | Kajakarstwo | K-1 1000 m mężczyzn           |